# Nea-Smyrni-Stadion
Das Nea-Smyrni-Stadion (griechisch Στάδιο Νέας Σμύρνης) ist ein Fußballstadion mit Leichtathletikanlage in Nea Smyrni, einem südlichen Vorort der griechischen Hauptstadt Athen. Es ist die Heimspielstätte des Fußballvereins Panionios Athen aus der griechischen Super League. Die Anlage verfügt über 11.700 Sitzplätze und wurde 1939 gebaut. Bevor die Sitzplätze 1998 für die Teilnahme von Panionios Athen am Europapokal der Pokalsieger installiert wurden, hatte es eine Kapazität von 20.000 Plätzen; der Zuschauerrekord liegt bei 20.950 Zuschauern und wurde 1974 im Spiel zwischen Panionios Athen und Panathinaikos Athen aufgestellt. Das Nea-Smyrni-Stadion darf Spiele der UEFA Europa League beheimaten.

## Galerie

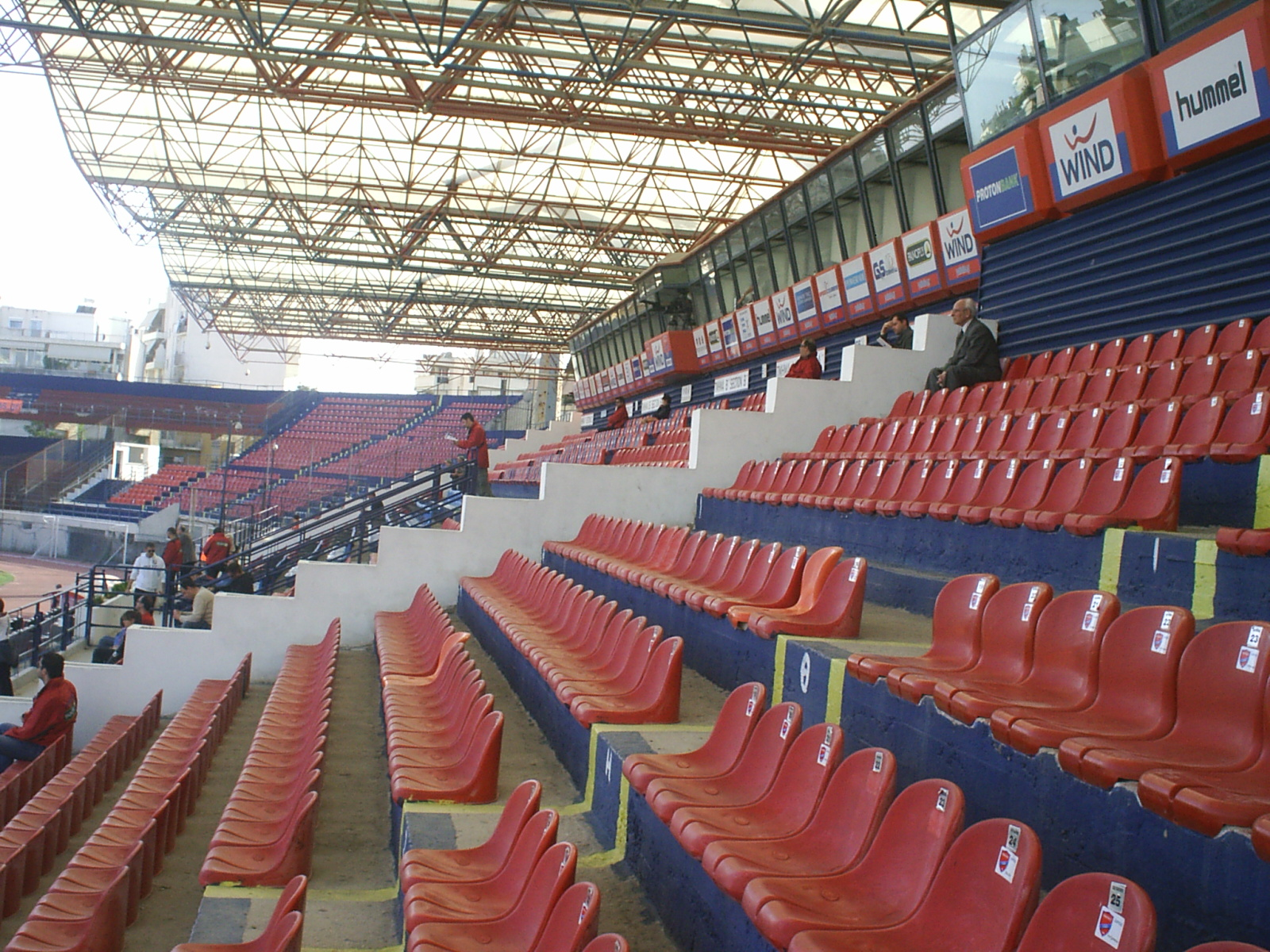
Ansicht vom Ostflügel
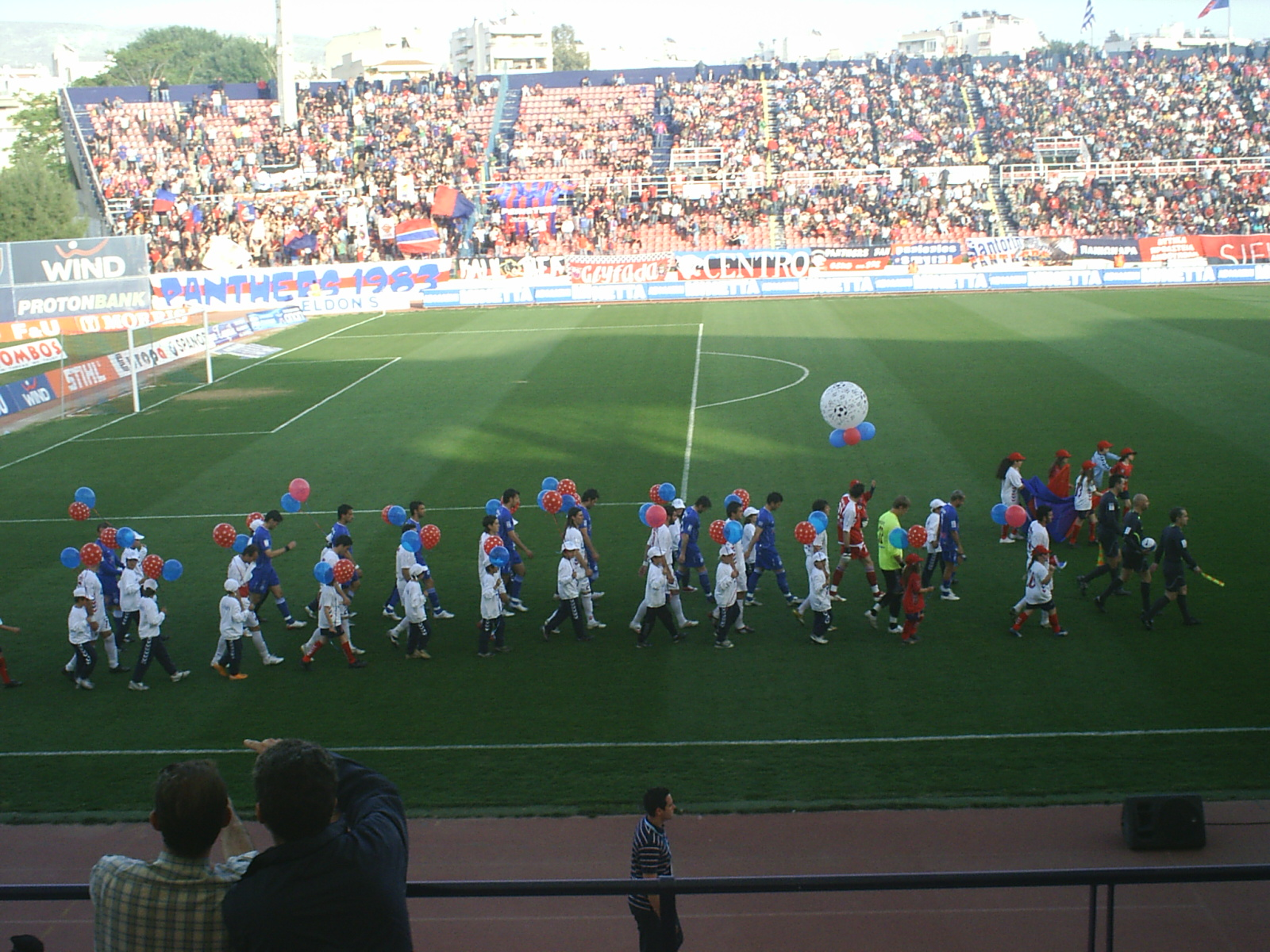
Während eines Spiels